# Бабаев, Адиль Аллах-Кули оглы
Ади́ль Аллах-Кули оглы Бабаев (род. 1939) — советский футболист, защитник.
Всю карьеру в 1959—1970 годах провёл в составе «Нефтяника»/«Нефтчи» Баку, в чемпионате СССР сыграл 171 матч (1960—1969).
Бронзовый призёр чемпионата СССР 1966 года.